# José de la Torre Rebullida
José de la Torre Rebullida (1863-1935) fue un profesor y escritor español.

## Biografía
Nació el 12 de marzo de 1863. Era natural de la localidad turolense de Peñarroya. Catedrático, fue colaborador de muchos periódicos. Hacia comienzos del siglo XX era un contribuidor muy asiduo de El Progreso de Zaragoza. En política fue liberal y seguidor de Melquíades Álvarez. Director del Instituto Nacional de Castellón, falleció a finales de enero de 1935, al parecer en la madrugada del día 31.